# Jack Antonoff
Jack Michael Antonoff (Bergenfield, 31 de março de 1984) é um músico, produtor, cantor e compositor estadunidense. Ele é mais conhecido por ser o vocalista e compositor do Bleachers e o guitarrista da banda de indie rock Fun. Anteriormente, ele foi vocalista e compositor da banda Steel Train. Antonoff foi nomeado para dois Globos de Ouro e ganhou três Grammy Awards. Jack também começou seu próprio festival de música chamado Shadow of the City, que acontece anualmente em Nova Jersey.
Jack também é conhecido por trabalhar com diversas artistas, entre elas estão Taylor Swift, Sia, Lana Del Rey e Lorde, ao jornal Inglês The Guardian ele revelou “Sempre fui atraído por artistas femininas que são brutalmente honestas”, estando ligado aos mais diversos trabalhos no mundo da música Jack é um dos mais requisitados compositores e produtores da música pop por seus trabalhos com as já supracitadas artistas e seus trabalhos com o Bleachers.

## Infância
Antonoff nasceu em Bergenfield, Nova Jersey, filho de Shira e Rick Antonoff, e o filho do meio de três. Ele é o irmão mais novo da designer de moda Rachel Antonoff. Sua irmã mais nova, Sarah, morreu de câncer no cérebro com 13 anos de idade quando Antonoff estava no ensino médio.
Antonoff cresceu em New Milford, Nova Jersey e Woodcliff Lake, Nova Jersey, e frequentou o ensino fundamental no Solomon Schechter Day School em Bergen County, Nova Jersey. Para o ensino médio, ele e sua irmã foram para a cidade de Nova York frequentar a Professional Children's School.
Durante seu segundo ano no ensino médio, ele e vários amigos do ensino fundamental, formaram a banda de punk rock chamada de "Outline". A banda durou de 1998 a 2002.

## Carreira

### 2002-12: Steel Train, fun. e "We are Young"
Em 2002, Antonoff e seu amigo, Scott Irby-Ranniar, formaram a banda Steel Train — Antonoff foi o vocalista, e eles recrutaram o baterista Matthias Gruber. A banda, em seguida, convenceram dois de seus amigos da banda Random Task, Evan Winiker e Matthew Goldman, para abandonar a faculdade e se juntar a banda. A Steel Train garantiu um contrato de gravação com a Drive-Thru Records.
Em 2008, Nate Ruess (ex-vocalista do The Format) pediu para Antonoff se juntar a ele e Andrew Dost (ex- Anathallo) em uma nova banda, que se tornou a fun. Antonoff já estava bem familiarizado com Ruess e Dost, porque suas ex-bandas tinham todas as turnês juntas.
A nova banda lançou seu álbum de estreia, Aim and Ignite, em 2009. O segundo álbum da banda, Some Nights (2012), lançou seu primeiro single número um, "We Are Young". A canção foi co-escrita por Antonoff com Ruess, Dost, e Jeff Bhasker.

### 2013–presente: "Brave", Taylor Swift, Bleachers e Lana Del Rey
A série da HBO, Girls, que tem como criadora e estrela do show Lena Dunham, lançou sua trilha sonora Volume 1, com uma canção da fun. "Sight of the Sun", em janeiro de 2013.
Antonoff compôs a música "Brave" com Sara Bareilles, em 2013. Bareilles disse à Billboard: "Reunimo-nos para um café da manhã um dia e estava tão encantada com ele e sua personalidade... O primeiro dia que nós nos sentamos juntos, foi o dia em que nós escrevemos 'Brave'". Antonoff escreveu a canção sobre um amigo que luta para falar abertamente sobre a sua sexualidade e mais tarde foi adotado como hino gay.
A canção rapidamente escrita, foi lançada no dia 23 de abril, e até o final de junho, "Brave" tinha vendido 160 000 cópias digitais e atingiu a posição de número 61 na Billboard Hot 100. O vídeo para a música foi visto 1,1 milhões de vezes no YouTube no primeiro mês do seu lançamento em maio de 2013 e até o início de 2015, tinha recebido cerca de 39 milhões de visualizações. "Brave" foi usada pela Microsoft para anunciar seu tablet com Windows.
Também em 2013, "Sweeter Than Fiction", uma música que Antonoff co-escreveu com Taylor Swift para um filme da Weinstein Co., One Chance, foi lançada. A canção foi escrita no apartamento de Antonoff em Nova York, depois dele e Swift compartilharem o amor pelo som vindo a partir de uma determinada caixa em uma música da banda Fine Young Cannibals. Eles examinaram ideias por e-mail antes de iniciar o processo de composição.
Em seguida, ele e os companheiros de banda tocaram com o Queen em setembro de 2013, no iHeartRadio Music Festival, que foi realizado no MGM Grand Garden Arena, em Las Vegas. Antonoff tocou com a guitarra de Brian May durante o ensaio, que ele descreveu como "a experiência mais surreal de todas". A banda então lançou seis músicas do EP, em dezembro de 2013, intitulado Before Shane Went to Bangkok: fun. Live in the USA.
Antonoff anunciou um projeto solo chamado "Bleachers" em fevereiro de 2014. Antonoff explicou em junho de 2014 que o projeto tinha sido considerado por cerca de 10 anos, e o nome foi inspirado no "desconectado, lado mais sombrio" da juventude excêntrica e nos filmes de John Hughes, que foram "atados a um tempo em que as grandes canções foram grandes sucessos". As músicas para o álbum de estreia do Bleachers foram escritas principalmente no seu computador portátil em quartos de hotel durante a turnê mundial do fun.
The Huffington Post publicou uma crítica positiva sobre seu primeiro single, "I Wanna Get Better" — liberado em 18 de fevereiro — chamando-a "música mais cativante de 2014", enquanto a Time proclamou, "[Bleachers] é mais divertido do que fun." Antonoff revelou a intenção por trás do single de estreia em uma entrevista para a Rolling Stone:

Eu queria preencher a lacuna entre Disclosure e Arcade Fire — algo tanto racionalizado como orgânico... A produção e composição é extremamente exagerada, extremamente épico e sem remorso. O registro é todo sobre encontrar um mundo onde você possa ser amável com você mesmo.
Antonoff explicou à Rolling Stone que, enquanto a música pode parecer alegrar, "é muito desesperada" e, como muitas das outras músicas no álbum é sobre perda.

Antonoff trabalhou com os produtores John Hill and Vince Clarke no álbum de estúdio do Bleachers, ele procurou criar "sólidas, músicas pop bonitas que soem legais". O álbum finalizado, Strange Desire, foi lançado em julho de 2014, e "I Wanna Get Better" alcançou o número um nos Estados Unidos. Em relação a Strange Desire, Antonoff disse:

Não tem que ser um ou outro... Você não tem que fazer grandes canções pop que soem estúpidas e você não tem que fazer essas que peçam desculpas, canções cansativas que soem incríveis. Eu realmente queria que as duas coisas acontecessem.
"I Wanna Get Better" foi indicada na posição número 18 na Rolling Stone's 50 Best Songs of 2014, com a publicação descrevendo a música como "rock terapêutico" que é "tão divertido quanto catártico".
Antonoff co-escreveu e co-produziu três canções para o álbum 1989 de Taylor Swift, incluindo o single, "Out of the Woods," ''I Wish You Would'' e a faixa bônus "You Are In Love". Lançado em outubro de 2014, o 1989 se tornou o álbum mais vendido nos Estados Unidos em 2014. Na versão deluxe do álbum, Swift explica em uma voice memo que a canção "I Wish You Would" se originou de uma gravação de guitarra que Antonoff tinha gravado em seu smartphone. Depois que Swift ouviu pela primeira vez a faixa, ela perguntou a Antonoff se ela poderia desenvolver a ideia ainda mais, e eventualmente se tornou uma faixa do álbum depois de ambos os compositores ficarem satisfeitos com o trabalho de Swift.
Em 2019 Antonoff trabalhou ao lado de Lana Del Rey na composição e produção do álbum Norman Fucking Rockwell! que foi lançado em agosto do mesmo ano. Ele está presente como escritor na maioria das faixas do álbum, apesar de Del Rey ser a escritora principal. 
O álbum recebeu nota 87 de 100 no Metacritic, sendo um dos álbuns mais bem avaliados do site, que também ficou em terceiro lugar na Billboard Hot 200. Além disso, o álbum foi indicado ao Grammy como Álbum do Ano e a faixa-título foi indicada como Canção do Ano. Ganhou o prêmio NME Melhor álbum do mundo.

## Premiações
Antonoff foi nomeado para o Golden Globe pela sua colaboração com Swift, "Sweeter Than Fiction."
Ele venceu o Grammy Award para Song of the Year por ter escrito "We Are Young" com Nate Ruess, Andrew Dost e Jeff Bhasker e também venceu o Grammy Award para Album of the Year três vezes, uma pelo seu trabalho no álbum 1989 de Taylor Swift , e as outras duas por Folklore e Midnights, também da cantora estadunidense.
Antonoff venceu o prêmio NME Melhor Álbum do Mundo pelo trabalho com Lana Del Rey no álbum Norman Fucking Rockwell!.

## Vida pessoal
Quando Antonoff se mudou da casa de sua família pela primeira vez no final de 2012, ele viveu com sua irmã, Rachel, no Upper West Side da cidade de Nova York. Pouco depois, ele se mudou para o Brooklyn Heights para viver com Lena Dunham.
Em junho de 2014, Antonoff disse que estava "desesperado" para ter filhos, explicando:

Parece a coisa mais divertida do mundo. Eu nunca conheci pessoas que têm filhos que não me olhassem nos olhos e foi como: "É a maior coisa que já me aconteceu"... Eu acho que é biológico. Tenho 30. Eu não sou tão jovem, certo? Não estou, tipo, com 24 ou 22. Não estou mais na fase de minha vida, quando falo de tudo no futuro. Tipo, estou no futuro.
Antonoff tem falado publicamente sobre sua luta contra a depressão, ansiedade e transtorno obsessivo–compulsivo. Ele afirma que a escuta da batalha de outras pessoas com depressão o fez sentir "não melhor, mas também não sozinho" e "menos assustado". Em junho de 2014, Antonoff estava vendo tanto um terapeuta quanto um psicofarmacologista, enquanto também tomava medicamentos ansiolíticos. Ele tem misofobia que foi agravada por uma crise de pneumonia que sofreu em 2011, durante as gravações do álbum de estúdio da banda fun. O seu pneumologista prescreveu uma corrida diária, mas ele explicou que odeia "mais do que qualquer coisa", porque é "uma das verdadeiramente mais chatas experiências na Terra".

A música é fundamental na vida de Antonoff e ele explicou, em junho de 2014:

Eu preciso de um hobby e não quero que seja basquete... Eu quero que seja música. Então, para ficar longe da música, faço outra música. Se estou produzindo com alguém uma música ou escrevendo com outra pessoa, em seguida, fazer uma música para o Bleachers ou fun. é um escape e isso me mantém criativo e travado no que eu quero fazer. Se algo está me deixando louco, preciso ir a algum outro lugar e não quero que seja yoga.

## Créditos das composições
| Ano  | Artista            | Canção                                  | Co-escrita com                               | Melhor posição nos Estados Unidos | Melhor posição no Reino Unido |
| ---- | ------------------ | --------------------------------------- | -------------------------------------------- | --------------------------------- | ----------------------------- |
| 2011 | fun.               | "We Are Young"                          | Nate Ruess, Andrew Dost, Jeff Bhasker        | 1                                 | 1                             |
| 2012 | fun.               | "Some Nights"                           | Nate Ruess, Andrew Dost, Jeff Bhasker        | 3                                 | 7                             |
| 2012 | Carly Rae Jepsen   | "Sweetie"                               | Carly Rae Jepsen, Sara Quin, Klas Åhlund     | –                                 | –                             |
| 2013 | Tegan and Sara     | "How Come You Don't Want Me"            | Sara Quin, Tegan Quin                        | –                                 | –                             |
| 2013 | Sara Bareilles     | "Brave"                                 | Sara Bareilles                               | 23                                | 48                            |
| 2013 | Sara Bareilles     | "Chasing the Sun"                       | Sara Bareilles                               | –                                 | –                             |
| 2013 | Taylor Swift       | "Sweeter Than Fiction"                  | Taylor Swift                                 | 34                                | 45                            |
| 2014 | Christina Perri    | "I Don't Wanna Break"                   | Christina Perri                              | –                                 | –                             |
| 2014 | Taylor Swift       | "Out of the Woods"                      | Taylor Swift                                 | 18                                | 136                           |
| 2014 | Taylor Swift       | "I Wish You Would"                      | Taylor Swift                                 | –                                 | –                             |
| 2014 | Taylor Swift       | "You Are in Love"                       | Taylor Swift                                 | 83                                | –                             |
| 2015 | Grimes, Bleachers  | "Entropy"                               | Claire Boucher                               | –                                 | –                             |
| 2015 | Troye Sivan        | "Heaven"                                | Troye Sivan, Alex Hope, Claire Boucher       | –                                 | –                             |
| 2015 | Rachel Platten     | "Stand by You"                          | Rachel Platten, Joy Williams, Matthew Morris | 37                                | 115                           |
| 2016 | St. Lucia          | "Help Me Run Away"                      | Jean-Philip Grobler                          | –                                 | –                             |
| 2016 | Sia                | "House on Fire"                         | Sia Furler                                   | –                                 | –                             |
| 2016 | Brooke Candy       | "Changes"                               | Brooke Candy, Jesse St. John                 | –                                 | –                             |
| 2016 | Fifth Harmony      | "Dope"                                  | Julia Michaels, Justin Tranter               | –                                 | –                             |
| 2016 | Zayn, Taylor Swift | "I Don't Wanna Live Forever"            | Taylor Swift, Sam Dew                        | 2                                 | 5                             |
| 2017 | Lorde              | "Green Light"                           | Ella Yelich-O'Connor, Joel Little            | 19                                | 28                            |
| 2017 | Taylor Swift       | "Look What You Made Me Do               | Taylor Swift                                 | –                                 | –                             |
| 2017 | Taylor Swift       | "Gorgeous"                              | Taylor Swift                                 | –                                 | –                             |
| 2017 | Taylor Swift       | "Getaway Car"                           | Taylor Swift                                 | –                                 | –                             |
| 2017 | Taylor Swift       | "Dress"                                 | Taylor Swift                                 | –                                 | –                             |
| 2017 | Taylor Swift       | "This Is Why We Can't Have Nice Things" | Taylor Swift                                 | –                                 | –                             |
| 2017 | Taylor Swift       | "Call It What You Want"                 | Taylor Swift                                 | –                                 | –                             |
| 2017 | Taylor Swift       | "New Year's Day"                        | Taylor Swift                                 | –                                 | –                             |

## Álbuns

### Bleachers
- Strange Desire (2014)
- Strange Desire: The Demos (2014)
- Gone Now (2017)
- Bleachers (2024)

### Fun.
- Aim and Ignite (2009)
- Some Nights (2012)

### Steel Train
- Twilight Tales from the Prairies of the Sun (2005)
- Trampoline (2007)
- Steel Train (2010)

### Álbuns listados em ordem cronológica
- Twilight Tales from the Prairies of the Sun (2005)
- Trampoline (2007)
- Aim and Ignite (2009)
- Steel Train (2010)
- Some Nights (2012)
- Strange Desire (2014)

## EPs
- For You My Dear (2003)
- Steel Train Is Here (2009)
- "Like A River Runs" (2015)